# 99 Pułk Piechoty Lanarkshire
99 pułk piechoty Lanarkshire (ang. 99th (Lanarkshire) Regiment of Foot) – pułk piechoty brytyjskiej sformowany w 1824 jako 99 pułk piechoty (99th Regiment of Foot).

## Historia pułku
Od 1874 nosił nazwę 99 pułk piechoty Lanarkshire im. Diuka Edynburga (99th Duke of Edinburgh's (Lanarkshire) Regiment of Foot), na cześć księcia Alfreda Sachsen-Coburg-Gotha, diuka Edynburga.

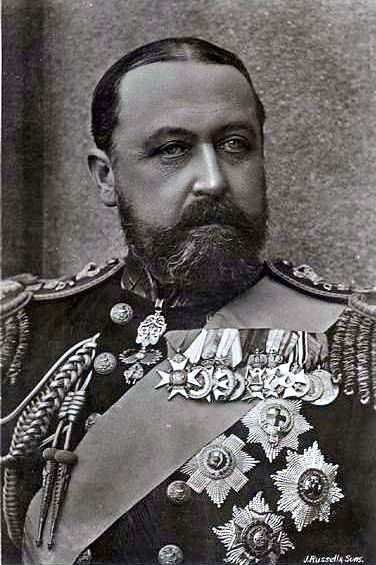
Książę Alfred Sachsen-Coburg-Gotha, diuk Edynburga i patron pułku

Żołnierze oddziału nosili czerwone koszule, białe spodnie, czarne buty i czarne tornistry z numerem "99".
Wzięli udział w działaniach zbrojnych wojny krymskiej oraz tłumieniu chłopskiego powstania tajpingów w Chinach.
W 1881 w ramach tzw. Childers Reforms przeformowany w The Duke of Edinburgh's (Wiltshire Regiment).